# Henry Somerset (6e duc de Beaufort)
Henry Charles Somerset, 6e duc de Beaufort, (22 décembre 1766 - 23 novembre 1835), appelé Marquis de Worcester jusqu'en 1803, est un homme politique britannique.

## Biographie
Il est le fils de Henry Somerset (5e duc de Beaufort). Il est appelé par le Titre de courtoisie de marquis de Worcester de sa naissance jusqu'à son accession au duché en 1803. Il fait ses études à la Westminster School à Londres et obtient son Master of Arts du Trinity College, à Oxford le 28 juin 1786.
Il est député conservateur de Monmouth entre 1788 et 1790, de Bristol entre 1790 et 1796 et de Gloucestershire entre 1796 et 1803, lorsqu'il succède à son père à la Chambre des lords. Il est Lord Lieutenant du Monmouthshire et Lord Lieutenant du Brecknockshire à partir de 1803 et Lord Lieutenant du Gloucestershire à partir de 1810, jusqu'à sa mort en 1835. Il porte la couronne de la reine pour le couronnement de Guillaume IV et d'Adélaïde de Saxe-Meiningen, le 8 septembre 1831. Il devient connétable du château de St Briavel et président de la forêt de Dean en 1812 et haut commissaire de Bristol en 1834; il occupe tous ces postes jusqu'à sa mort. Il est nommé et investi comme chevalier de la jarretière le 17 janvier 1805 et est installé le 23 avril de la même année. Comme aucun chevalier n'avait été installé depuis 1801, il y avait sept postes vacants à l'époque.

## Famille
Il épouse lady Charlotte Sophia Leveson-Gower (1771-1854), fille de Granville Leveson-Gower (1er marquis de Stafford), le 16 mai 1791 à Lambeth Church, Londres. Ils ont quatre fils et huit filles:
- Henry Somerset (7e duc de Beaufort) (5 février 1792-17 novembre 1853)
- Granville Somerset (22 décembre 1792–23 février 1848)
- William George Henry Somerset (1er décembre 1793 - 13 janvier 1794)
- Charlotte Sophia Somerset (25 avril 1795 - 12 novembre 1865), mariée, le 12 août 1823, à Frederick Gough (4e baron Calthorpe).
- Elizabeth Susan Somerset (23 juin 1798 - 16 avril 1876), épouse le capitaine Edward O'Brien le 16 avril 1822 et, après sa mort, épouse, le 11 novembre 1829, le major-général James Orde.
- Georgiana Augusta Somerset (8 octobre 1800 - 30 mars 1865), mariée, le 30 mai 1825, à Granville Dudley Ryder.
- Edward Henry Somerset (17 juin 1802 - 19 février 1803)
- Susan Carolina Somerset (10 mai 1804 - 4 février 1886), mariée à George Cholmondeley (2e marquis de Cholmondeley).
- Louisa Elizabeth Somerset (10 mai 1806 - 26 août 1892), mariée le 22 octobre 1832 à George Finch (1794-1870).
- Isabella Somerset (19 août 1808 - 4 février 1831), épouse, le 8 avril 1828, le colonel Thomas Henry Kingscote (né le 19 janvier 1799 et décédé le 19 décembre 1861).
- Harriett Blanche Somerset (18 août 1811 - 25 mai 1885), mariée, le 9 août 1833, à Randolph Stewart (9e comte de Galloway).
- Mary Octavia Somerset (16 juillet 1814 - 7 septembre 1906), épouse, le 28 novembre 1837, Walter Farquhar, 3e baronnet.

Il meurt à Badminton House, dans le Gloucestershire, où il est enterré à l'église St Michael and All Angels le 2 décembre 1835, peu avant son 69e anniversaire.